# よう太
よう太（ようた）は、日本のイラストレーター。元ニトロプラス所属。
主にライトノベルやゲームの原画、グラフィックを担当している。

## 作品リスト

### 小説の表紙・挿絵
- ヒツギでSOSO!（ファミ通文庫、著：文岡あちら）
- SH@PPLE -しゃっぷる-（富士見ファンタジア文庫、著：竹岡葉月）
- ラノベ部（MF文庫J、著：平坂読）
- ぜのん様である!（電撃文庫、著：おかゆまさき）
- SUSHI-BU!（ファミ通文庫、著：西野吾郎）
- 落ちてきた龍王〈ナーガ〉と滅びゆく魔女の国（MF文庫J、著：舞阪洸）
- 俺と彼女が下僕で奴隷で主従契約（富士見ファンタジア文庫、著：なめこ印）
- いづれ神話の放課後戦争（富士見ファンタジア文庫、著：なめこ印）
- 絶対に働きたくないダンジョンマスターが惰眠をむさぼるまで（オーバーラップ文庫、著：鬼影スパナ）
- 幸運なバカたちが学園を回す（MF文庫J、著：藍藤遊）
- 魔王の娘だと疑われてタイヘンです!（GA文庫、著：姫ノ木あく）
- だから俺は魔力供給を断れない（富士見ファンタジア文庫、著：なめこ印）
- アキトはカードを引くようです（MF文庫J、著：川田両悟）
- 究極進化したフルダイブRPGが現実よりもクソゲーだったら（MF文庫J、著：土日月）
- 魔王の元側近は勇者に転生しても忠誠を捧ぐ（富士見ファンタジア文庫、著：ツカサ）

### 原画
- クリムゾンレーキ（ほにゃららNOIR）
- 11eyes CrossOver (Lass)
- 魔法少女の大切なこと。（めろめろキュート）
- 癒されご奉仕〜夢の館で賢者タイム!〜
- 少女神域∽少女天獄 -The Garden of Fifth Zoa- (Lass)
- 迷える2人とセカイのすべて (Lass)
- 迷える2人とセカイのすべて-LOVE HEAVEN 300% (Lass)
- Liber_7 (Lass)
- G.L.M〜がーるず らいぶ めーかー〜 電撃萌王に連載された。

### イラスト
- 真・恋姫†無双 外史祭典シリーズ（eb!、表紙担当）
- マジキュー4コマ 恋姫†無双シリーズ（eb!、表紙・裏表紙担当）
- アクエリアンエイジ（ブロッコリー、カードイラスト担当）
- 三国志大戦トレーディングカードゲーム（セガ、カードイラスト担当）
- 週刊アスキー増刊号 自作とらのまき（AMW、ジサトラマスコット・扉絵担当）
- 真髄 アイドルVer. vol.4 表紙（とらのあな、表紙担当）

### ソーシャルゲーム
- 真・恋姫†夢想～乙女乱舞～（イラスト）
- 絶対防衛レヴィアタン（イラスト）
- アーマトゥスの騎士（イラスト）
- 三国志バトル（イラスト）

### アニメ
- 猫神やおよろず（第5話エンドカードイラスト）
- アブソリュート・デュオ（第7話エンドカードイラスト）
- ゲーマーズ!（第9話エンドカードイラスト）

### 画集
- よう太 ART WORKS -PRISM-  (廣済堂出版)

## 参加作品

### ゲーム
- 沙耶の唄
- 塵骸魔京
- 機神飛翔デモンベイン

などのnitro＋作品で一部原画やグラフィック・
アニメーションパートを担当。
- E×E（ゆずソフト）OPアニメーション担当